# Giro Rosa 2014

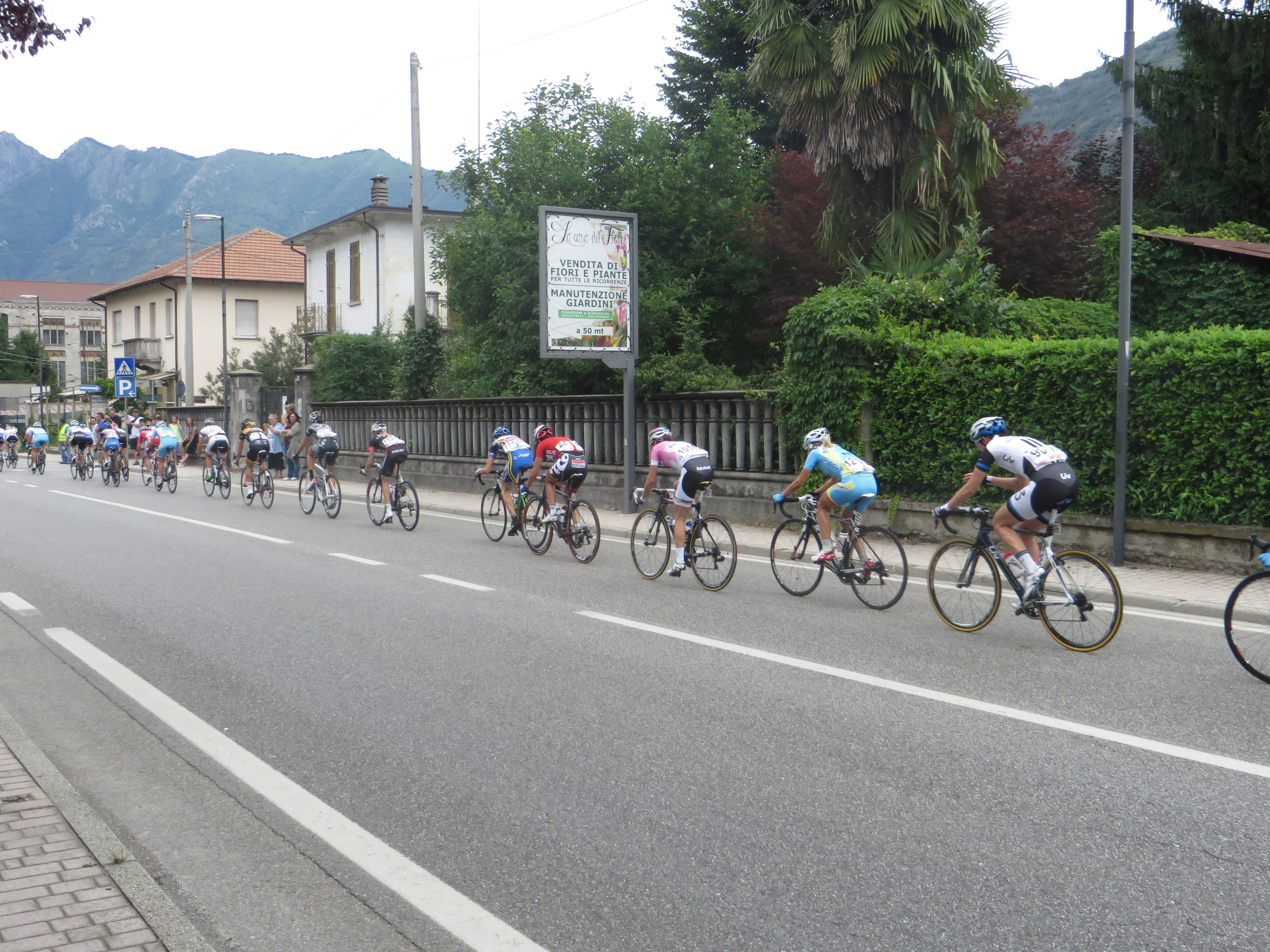
8ª tappa del Giro Rosa 2014

Il Giro Rosa 2014, venticinquesima edizione del Giro d'Italia femminile, si svolse tra il 4 e il 13 luglio 2014 su un percorso di 953 km suddivisi in nove tappe. Fu vinto dall'olandese Marianne Vos, davanti alle compagne di squadra Pauline Ferrand-Prévot e Anna van der Breggen, con il tempo di 25h12'07".

## Percorso
Il percorso misura 953,05 chilometri, suddivisi in nove tappe più un prologo a cronometro. La corsa parte da Caserta, per concludersi nove giorni dopo al Santuario della Madonna del Ghisallo.

## Tappe
| Tappa   | Data      | Percorso                                | km     | Vincitore di tappa   | Leader cl. generale  |
| ------- | --------- | --------------------------------------- | ------ | -------------------- | -------------------- |
| Prologo | 4 luglio  | Caserta                                 | 2,05   | Annemiek van Vleuten | Annemiek van Vleuten |
| 1ª      | 5 luglio  | Santa Maria a Vico > Santa Maria a Vico | 95,2   | Marianne Vos         | Marianne Vos         |
| 2ª      | 6 luglio  | Frattamaggiore > Frattamaggiore         | 120    | Giorgia Bronzini     | Marianne Vos         |
| 3ª      | 7 luglio  | Caserta > San Donato Val di Comino      | 125,3  | Annemiek van Vleuten | Marianne Vos         |
| 4ª      | 8 luglio  | Alba Adriatica > Jesi                   | 118    | Marianne Vos         | Marianne Vos         |
| 5ª      | 9 luglio  | Jesi > Cesenatico                       | 118,3  | Marianne Vos         | Marianne Vos         |
| 6ª      | 10 luglio | Gaiarine > San Fior                     | 112    | Emma Pooley          | Marianne Vos         |
| 7ª      | 11 luglio | Aprica > Chiavenna                      | 91,8   | Marianne Vos         | Marianne Vos         |
| 8ª      | 12 luglio | Verbania > San Domenico di Varzo        | 90,3   | Emma Pooley          | Marianne Vos         |
| 9ª      | 13 luglio | Trezzo sull'Adda > Madonna del Ghisallo | 80,1   | Emma Pooley          | Marianne Vos         |
| Totale  | Totale    | Totale                                  | 953,05 |                      |                      |

## Squadre e corridori partecipanti
Partecipano alla competizione 20 squadre, tutte di categoria UCI Women's, per un totale di 160 cicliste iscritte.
| N.    | Cod. | Squadra                       |
| ----- | ---- | ----------------------------- |
| 1-8   | UHC  | UnitedHealthcare Professional |
| 11-18 | SLU  | Specialized-Lululemon         |
| 21-28 | TOG  | Top Girls Fassa Bortolo       |
| 31-38 | RVL  | RusVelo                       |
| 41-48 | LBL  | Lotto-Belisol Ladies          |
| 51-58 | VAI  | Vaiano-Fondriest              |
| 61-68 | ALE  | ALÉ-Cipollini                 |
| 71-78 | EMF  | Estado de México-Faren        |
| 81-88 | DLT  | Boels-Dolmans Cycling Team    |
| 91-98 | GIW  | Team Giant-Shimano            |

| N.      | Cod. | Squadra                     |
| ------- | ---- | --------------------------- |
| 101-108 | RBW  | Rabo-Liv Women Cycling Team |
| 111-118 | MIC  | SC Michela Fanini-Rox       |
| 121-128 | BPK  | Astana-BePink Womens Team   |
| 131-138 | SEF  | Servetto-Footon             |
| 141-148 | GEW  | Orica-AIS                   |
| 151-158 | BTC  | BTC City Ljubljana          |
| 161-168 | WHT  | Wiggle-Honda                |
| 171-178 | HPU  | Hitec Products              |
| 181-188 | BPD  | Bizkaia-Durango             |
| 191-198 | FDA  | Forno d'Asolo-Astute        |

## Evoluzione delle classifiche
| Tappa              | Vincitrice           | Classifica generale Maglia rosa | Classifica a punti Maglia ciclamino | Classifica GPM Maglia verde | Classifica giovani Maglia bianca | Classifica italiane Maglia azzurra |
| ------------------ | -------------------- | ------------------------------- | ----------------------------------- | --------------------------- | -------------------------------- | ---------------------------------- |
| Prol.              | Annemiek van Vleuten | Annemiek van Vleuten            | Annemiek van Vleuten                | non assegnata               | Pauline Ferrand-Prévot           | Tatiana Guderzo                    |
| 1ª                 | Marianne Vos         | Marianne Vos                    | Marianne Vos                        | Ashleigh Moolman            | Pauline Ferrand-Prévot           | Elisa Longo Borghini               |
| 2ª                 | Giorgia Bronzini     | Marianne Vos                    | Marianne Vos                        | Ashleigh Moolman            | Pauline Ferrand-Prévot           | Elisa Longo Borghini               |
| 3ª                 | Annemiek van Vleuten | Marianne Vos                    | Marianne Vos                        | Valentina Scandolara        | Pauline Ferrand-Prévot           | Elisa Longo Borghini               |
| 4ª                 | Marianne Vos         | Marianne Vos                    | Marianne Vos                        | Valentina Scandolara        | Pauline Ferrand-Prévot           | Elisa Longo Borghini               |
| 5ª                 | Marianne Vos         | Marianne Vos                    | Marianne Vos                        | Valentina Scandolara        | Pauline Ferrand-Prévot           | Elisa Longo Borghini               |
| 6ª                 | Emma Pooley          | Marianne Vos                    | Marianne Vos                        | Valentina Scandolara        | Pauline Ferrand-Prévot           | Elisa Longo Borghini               |
| 7ª                 | Marianne Vos         | Marianne Vos                    | Marianne Vos                        | Emma Pooley                 | Pauline Ferrand-Prévot           | Elisa Longo Borghini               |
| 8ª                 | Emma Pooley          | Marianne Vos                    | Marianne Vos                        | Emma Pooley                 | Pauline Ferrand-Prévot           | Elisa Longo Borghini               |
| 9ª                 | Emma Pooley          | Marianne Vos                    | Marianne Vos                        | Emma Pooley                 | Pauline Ferrand-Prévot           | Elisa Longo Borghini               |
| Classifiche finali | Classifiche finali   | Marianne Vos                    | Marianne Vos                        | Emma Pooley                 | Pauline Ferrand-Prévot           | Elisa Longo Borghini               |

## Classifiche finali

### Classifica generale - Maglia rosa
| Pos. | Corridore            | Squadra       | Tempo     |
| ---- | -------------------- | ------------- | --------- |
| 1    | Marianne Vos         | Rabo-Liv      | 25h12'07" |
| 2    | P. Ferrand-Prévot    | Rabo-Liv      | a 15"     |
| 3    | Anna van der Breggen | Rabo-Liv      | a 1'32"   |
| 4    | Mara Abbott          | UnitedHeal.   | a 1'54"   |
| 5    | Elisa Longo Borghini | Hitec Prod.   | a 2'06"   |
| 6    | Claudia Häusler      | Team Giant    | a 3'18"   |
| 7    | Megan Guarnier       | Boels         | a 6'59"   |
| 8    | Annemiek van Vleuten | Rabo-Liv      | a 7'16"   |
| 9    | Emma Pooley          | Lotto-Belisol | a 8'23"   |
| 10   | Emma Johansson       | Orica-AIS     | a 8'36"   |

### Classifica a punti - Maglia ciclamino
| Pos. | Corridore            | Squadra       | Punti |
| ---- | -------------------- | ------------- | ----- |
| 1    | Marianne Vos         | Rabo-Liv      | 115   |
| 2    | P. Ferrand-Prévot    | Rabo-Liv      | 65    |
| 3    | Annemiek van Vleuten | Rabo-Liv      | 48    |
| 4    | Anna van der Breggen | Rabo-Liv      | 48    |
| 5    | Emma Pooley          | Lotto-Belisol | 45    |

### Classifica scalatori - Maglia verde
| Pos. | Corridore            | Squadra       | Punti |
| ---- | -------------------- | ------------- | ----- |
| 1    | Emma Pooley          | Lotto-Belisol | 64    |
| 2    | Valentina Scandolara | Orica-AIS     | 33    |
| 3    | Anna van der Breggen | Rabo-Liv      | 31    |
| 4    | P. Ferrand-Prévot    | Rabo-Liv      | 26    |
| 5    | Mara Abbott          | UnitedHeal.   | 25    |

### Classifica giovani - Maglia bianca
| Pos. | Corridore            | Squadra     | Tempo     |
| ---- | -------------------- | ----------- | --------- |
| 1    | P. Ferrand-Prévot    | Rabo-Liv    | 25h12'22" |
| 2    | Elisa Longo Borghini | Hitec Prod. | a 1'51"   |
| 3    | K. Niewiadoma        | Rabo-Liv    | a 8'41"   |
| 4    | Asja Paladin         | Top Girls   | a 28'08"  |
| 5    | Alice Maria Arzuffi  | Astana-BeP. | a 35'15"  |

### Classifica italiane - Maglia azzurra
| Pos. | Corridore            | Squadra       | Tempo     |
| ---- | -------------------- | ------------- | --------- |
| 1    | Elisa Longo Borghini | Hitec Prod.   | 25h14'13" |
| 2    | Fabiana Luperini     | Est. México   | a 14'26"  |
| 3    | Elena Berlato        | ALÉ-Cipollini | a 22'22"  |
| 4    | Asja Paladin         | Top Girls     | a 26'17"  |
| 5    | Tatiana Guderzo      | ALÉ-Cipollini | a 28'46"  |